# 小叶猪殃殃
小叶猪殃殃（学名：Galium trifidum），又名小叶四叶葎，为茜草科拉拉藤属下的一个种。

## 扩展阅读
- 維基物種上的相關：小叶猪殃殃